# Zamia brasiliensis
Zamia brasiliensis — вид саговникоподібних з родини замієвих (Zamiaceae). Місцем проживання цього виду є Бразилія (Рондонія, Мату-Гросу).